# 2019年パイパー PA-46墜落事故
2019年パイパー PA-46墜落事故（2019ねんパイパー PA-46ついらくじこ）は、2019年1月21日にイギリス海峡で発生した航空事故である。
フランスのナントからウェールズのカーディフに向けて飛行していたパイパー PA-46が、チャンネル諸島のオルダニー島沖へ墜落した。パイロットが行方不明となり、乗客であったサッカー選手のエミリアーノ・サラが死亡したことでも知られる。

## 事故の経緯
現地時間1月22日19時15分、サラを乗せた飛行機はナント・アトランティック空港からカーディフ空港へ向けて離陸した。ジャージー航空管制と最後の交信が行われた際、パイロットは有視界気象状態を維持するためとして飛行高度を5,000フィート (1,500 m)  から2,500フィート (760 m) に変更することを要求していた。機影消失時、事故機は高度2,300フィート (700 m)付近を飛行中だった。
20時23分、ガーンジー島沿岸警備隊はジャージー航空管制官から、ガーンジーの北24km付近でレーダーから機影が消えたという通報を受けた。事故機は信号途絶時点でチャンネル諸島のオルダニー島の北西13km付近、カスケス灯台の近くを飛行していた。
飛行中、サラはWhatsAppを使って不安を伝える音声メッセージを送信している。「ボロボロの飛行機に乗っている。今後1時間半以内に連絡がなかったら、誰かが救助に行かなければならないかもしれない。怖くなってきた！」という内容であった。

### サラ搭乗の経緯

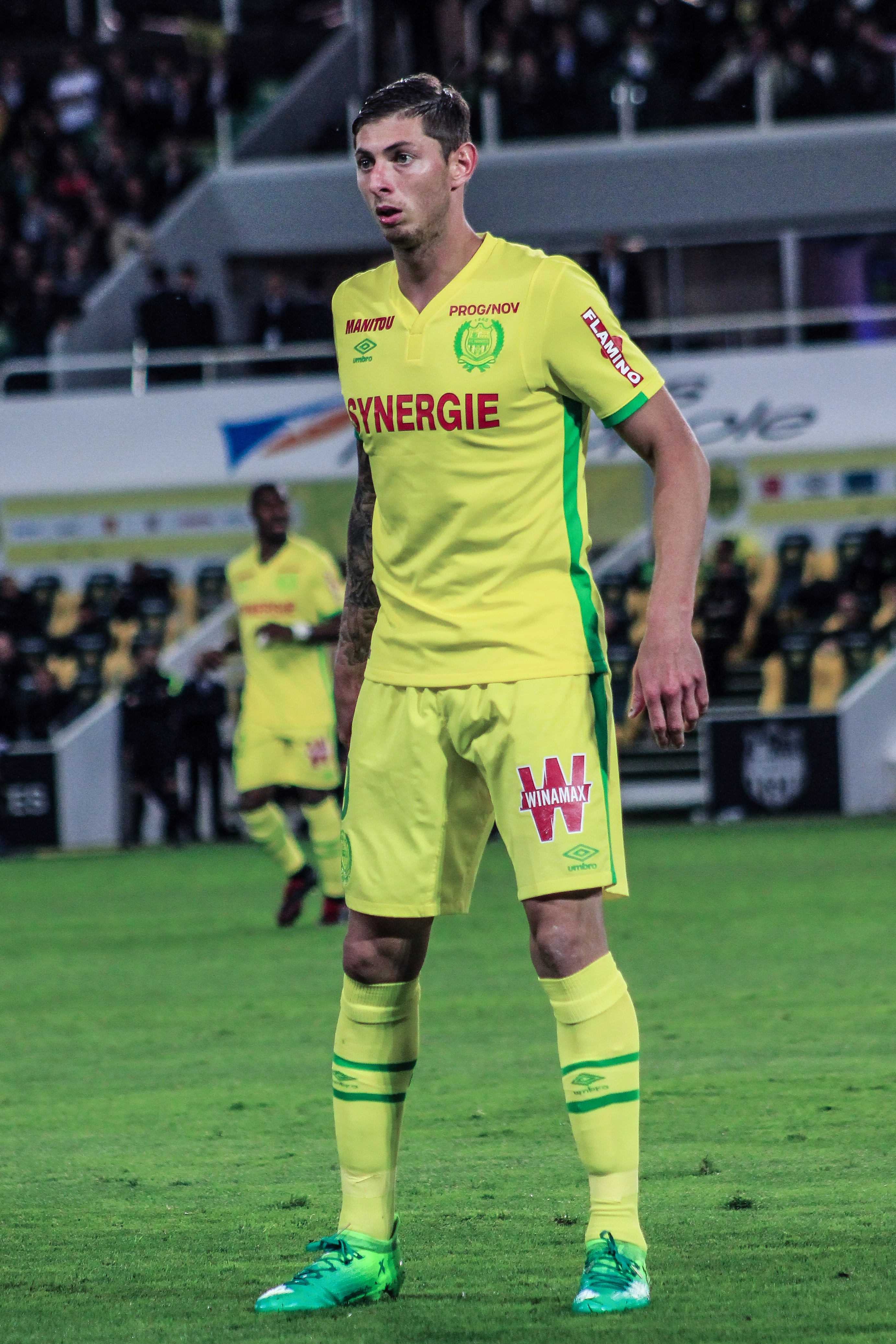
エミリアーノ・サラ(2017年)

サラは1月19日にカーディフでFCナントからカーディフ・シティFCへの移籍契約を結んでいた。サラは契約成立後一旦ナントへと戻り、FCナントのチームメイトに別れを告げてから再びカーディフに行く予定であった。カーディフ側は移動にあたってパリ発の商用便をサラに提供していたが、サラ側はそれを断り、別の便を手配していた。サラはカーディフ到着後の翌朝、新しいチームの練習に参加する予定だった。
事故機はサラの代理人によって手配されたものだったが、代理人は当日のフライトで使用される機体や担当パイロットの人選には関与していないと主張している。また、このフライトは当初、当日の担当パイロットとは別の人物が担当する予定だった。最初担当予定であったパイロットは数多くのスポーツ選手をヨーロッパへ送り届けた経験のあるベテランで、機材もこのパイロットによって手配されたことがフランスのメディアによって報じられている。 飛行計画によると、事故機は当初1月21日9時0分に離陸する予定だったが、遅延していた。

## 事故機
使用された機材は米国で登録されたパイパーPA-46で、単発ピストンエンジンを装備した6座席タイプの軽飛行機である。 1984年に製造された機体で、機体番号N264DB、シリアルナンバー46-8408037、登録証明書は2015年9月11日に発行された。
事故機は英国サフォーク州バンゲイの受託管理者であるサザン・エアクラフト・コンサルタントに登録されていた。

## 最初の捜索活動
事故発生後、捜索救助活動が開始されたが、気象条件の悪化により、1月22日の2時にいったん中断された。この地域は本来イギリスの管轄外であったが、 イギリス沿岸警備隊は航空機の捜索のため、2機のヘリコプターを派遣した。この他オルダニー島とガーンジー島が救命艇を派遣したほか、フランスもヘリコプター1機と海軍の艦船1隻を派遣して捜索に加わった。
1月22日の8時から捜索活動は再開された。11時45分までに、5機の航空機と2隻の救命艇により、合計2,590平方キロメートルの範囲を捜索したが、機体の痕跡は発見されなかった。更に15時30分時点で1機の航空機と1隻の救命艇が活動を継続しており、述べ2,991平方キロメートルの範囲を捜索した。22日の夕方、再び捜索活動は中断された。捜索の過程で海上を浮遊する物体は発見されたが、事故機の残骸であるかどうかは分からなかった。1月23日8時から再び捜索活動が行われ、2機の航空機でオルダニー島沿岸の捜索が行われた。 11時30分までにヘリコプターと航空機3機が捜索活動を継続し、衛星写真や携帯電話のデータも調べられたが、航空機の行方を示す情報は得られなかった。
1月23日、チャンネル諸島の空中捜索隊は、水中で生存するのは極めて厳しいと発表した。ただし、生存者が救命いかだに乗り、イギリス海峡を漂流している可能性はあるとした。1月24日、生存の可能性は「極めて低い」と判断され、捜索活動は打ち切られた。最終的な捜索範囲はバーフー島、カスケッツ島、オルダニー島、シェルブール半島の北海岸、ジャージー島とサーク島北海岸と、それら周辺海域の述べ4,403平方キロメートルに及んだ。

## 捜索再開と発見

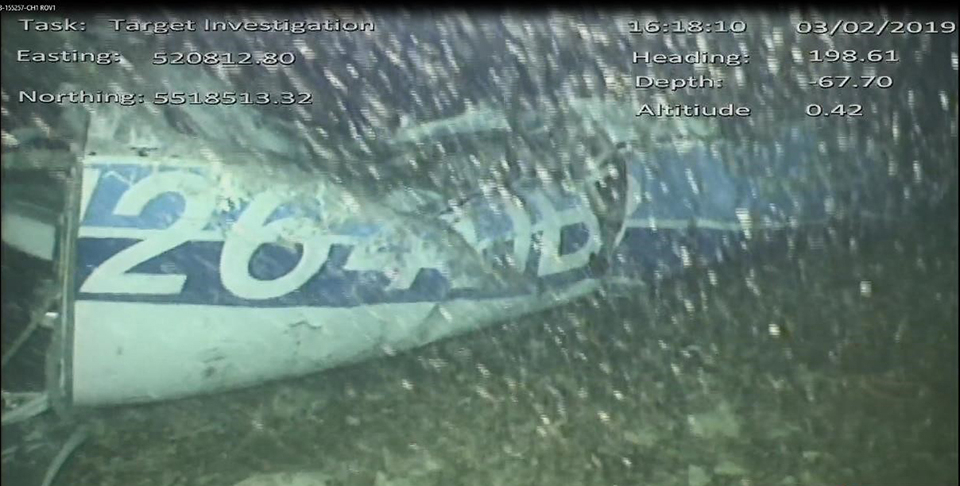
海底で発見された事故機のパイパー PA-46 N264DBの残骸

サラの家族は捜索を再開するため、募金の呼びかけを開始した。その結果約30万ユーロ（約3,700万円）の金額が集められ、1月26日に民間組織による捜索が再開された。捜索活動を指揮する海洋科学者のデイビッド・マーンズは28日、遠隔操作型の無人潜水機 (ROV)を備えた調査船が週末までに現場周辺に到着する予定であると発表した。捜索チームは消息を絶った機体が最後に確認された地点の周辺86平方キロメートルに絞って捜索を行うことにした。この間、2隻の漁船を使って周辺海域の状況を調査した。マーンズは捜索のため、調査船FPV Morvenの出動を要請した。
イギリス航空事故調査局 (AAIB) は、1月30日13時58分頃にフランス北西部のシュルタンビル付近で見つかった2つのシートクッションが不明機のものである可能性が高いことを発表した。これによりAAIBは捜索を優先すべき範囲を約14平方キロメートルの海域に絞り込み、イギリス国防省にソナー機器を備えた調査船の出動を要請した。AAIBは調査船Geo Ocean IIIを現場に派遣し、2月3日から最長3日間の予定で民間の捜索隊と共同で活動を開始した。民間捜索隊は行方不明機が見つかるまで捜索し続けることを計画していた。捜索隊は2班に分かれ、ガーンジー島北14平方キロメートルの範囲を捜索した。
捜索開始初日となる2月3日、最後に機影が確認された地点から約1km離れた場所の海底で事故機の残骸が発見された。残骸は水深67メートルにあり、サラとパイロットが取り残されている可能性があった。2月4日にはAAIBが無人潜水機を使って海中の撮影を行い、残骸の機体番号と機内に取り残された1体の遺体を確認した。
2月7日、残骸から遺体が収容され、ポートランド島に搬送されてドーセットの検視官による身元の確認が行われた。その結果、指紋の照合により遺体はエミリアーノ・サラであることが確認された。その後は悪天候であったため事故機の残骸回収は打ち切られ、捜索チームは無人潜水艇を回収して捜索活動を終了した。 2月11日、検死の結果が発表され、サラは「頭と胴体の負傷」により死亡したことが明らかになった。
パイロットの家族は、パイロットの遺体を見つけるためにクラウドファンディングを呼びかけ、2月10日にはフランスのサッカー選手キリアン・エムバペが2.7万ユーロ（335万円）を寄付したほか、元イングランドのキャプテンゲーリー・リネカーも1,000ユーロ（約14万円）を寄付した。30万ユーロ（約3,700万円）の目標に対し、2019年2月23日までに24.9ユーロ（約3,100万円）が集まった。捜索隊は海底にある残骸を調べ、ヘリコプターでチャンネル諸島の周辺地域を捜索した。2月27日、残骸周辺で20分間程度の潜水調査を行ったが遺体は発見されなかったことが報告された。

## 事故調査
1月23日、イギリス航空事故調査局(AAIB)は事故原因の調査を開始した。調査活動にはアメリカ国家交通安全委員会(NTSB)とフランス航空事故調査局(BEA)も支援を表明し、合同で事故原因の究明にあたることになった。調査の一環で免許や飛行計画など運用に関する情報を確認したところ、事故機のパイロットは、自家用操縦士の免許は保持していたが、商用飛行に必要な免許は保持していなかった。また、ナント・アトランティック空港に滞在中、パイロットは自身のFacebookへ「（使用機材の）計器着陸装置が少し錆びてる」と冗談半分で投稿していたことも明らかになった。
パイロットは2012年から2014年頃まで商業パイロットになるための講習を受けていたが、修了する前に中退していた。更に3月30日にはパイロットが色覚異常を持っていたことも判明した。これは、彼が航空機パイロットとして夜間飛行を行う資格を喪失していたことを意味する。
2月4日、AAIBは航空機の残骸の発見に伴い、2週間以内に中間報告書を発行予定であることを発表した。その後、2月25日に特別報告が発行された。
8月14日、サラの検死結果に関する新たな情報が公表された。それによるとサラの遺体はカルボキシヘモグロビンの血中濃度が58％と非常に高い値であり、一酸化炭素中毒により、意識不明や心臓発作などの症状を引き起こしていた可能性があることが明らかになった。一般的にカルボキシヘモグロビンは血中濃度が50%を超えると死に至る可能性がある。AAIBはパイロットも同様の症状に陥っていた可能性が高いと見ている。AAIBは残骸を回収しなくても調査に大きな影響はないと考え、他の方法で安全性の問題を調査すると述べた。

### 最終報告
2020年3月13日、AAIBは事故の最終報告書を発表した。事故の原因は、商業飛行のライセンスを持たず、夜間飛行の訓練も受けていないパイロットが悪天候を回避しようとして不規則な飛行を行った結果制御不能に陥り、速度超過の状態（時速約435km）で飛行して空中分解を引き起こしたことによる、と発表した。事故機のオートパイロットには断続的な不具合があり、「動作不能」として扱われるべきで、機体も運行に必要な許可がなかったとしている。更に、パイロットが違法な額の報酬（詳細な額は不明）を受け取っていたことも判明した。また、パイロットは一酸化炭素中毒により認識力の低下はあったが、完全な意識喪失には至らなかったと結論づけた。一酸化炭素はテールパイプかマフラーの破損により客室部の暖房空気に混入した可能性が高く、パイロットのいた区画は一酸化炭素の影響が低かったとみられている。

## 事故関連の逮捕者
4月29日、エミリアーノ・サラの遺体の写真をTwitterに投稿したとして、2人が逮捕された。9月23日には警備会社で働いていた女性と男性が、ボーンマスにある遺体安置所の監視カメラの映像に不正アクセスを行い、遺体写真を漏洩させたとして、それぞれ14か月と5か月の懲役刑の判決を受けた。
6月19日、 ドーセット警察は事故に関する違法行為があったとして、過失致死の疑いで64歳の男を逮捕したと発表した。男の身元は公表されず、捜査の過程で釈放されたことが報道されている。いくつかの新聞社は、この男は機材を手配したパイロットで、当初フライトを担当する予定であった人物であると報じている。その後、2020年3月11日に不起訴処分となることが発表された。
2021年11月12日、機材を手配したパイロットが安全規則を無視した罪で禁錮1年6月の判決を言い渡された。

## 映像化
- メーデー!:航空機事故の真実と真相 第22シーズン第9話「Lost Star Footballer」